# Kaiser Matanzima
Kaiser Daliwonga Matanzima (* 15. Juni 1915 in Qamata, Transkei; † 15. Juni 2003 in Queenstown) war ein südafrikanischer Politiker in der Transkei.

## Leben
Matanzima wurde in das Herrscherhaus der Thembu geboren; der 1918 geborene Nelson Mandela war sein Onkel. Bei dem Mannwerdungsritus erhielt er den Namen Daliwonga, deutsch etwa „Der, der Herrscher macht“.
Seine Grundschulzeit verbrachte Matanzima in Ntlonze und Qumanco; die mittlere Reife erlangte er 1934 am Lovedale Missionary Institute in Alice. Er studierte zusammen mit Mandela und anderen späteren politischen Akteuren am South African Native College in Fort Hare Rechtswissenschaften, wo er zuvor sein Matric machen konnte; 1940 erwarb er dort einen Bachelor of Arts mit Schwerpunkt in Politik und Römischem Recht und begann sich 1940 mit weiteren Rechtsstudien zu befassen. Dies unterbrach er im Juni desselben Jahres wieder, da er zum Chief des Amahala-Stammes gewählt worden war; zudem beriefen ihn Regierungsstellen 1942 in die Ratsversammlung der Transkei (United Transkeian Territories General Council, genannt: Bunga). Um seine juristische Ausbildung wieder fortzusetzen zu können, trat er 1944 von seiner Funktion in der Bunga zurück. Im Jahre 1948 absolvierte Matanzima die Zulassungsprüfung als Rechtsanwalt.
Als oberster Herrscher eines Zweigs der Thembu unterstützte er die Einführung des Bantu Authorities Act durch die südafrikanische Apartheid-Regierung im Jahr 1951, mit dem die Einrichtung semiautonomer Bantustans (Homelands) vorbereitet wurde. Damit stand er gegen die Haltung des African National Congress (ANC) und anderer oppositioneller Gruppen, die die Apartheid bekämpften. 1955 war er es, der in der Bunga eine Entscheidung zugunsten des Gesetzes erzwang.
Nachdem 1955 der Bantu Authorities Act beschlossen worden war, wurde Matanzima wieder Mitglied des United Transkeian Territories General Council, 1956 wurde er zum Exekutivmitglied des daraus neugebildeten Transkeian Territorial Authority ernannt. Ab 1961 war er Vorsitzender des Gremiums. Im Dezember 1962 überlebte er einen Attentatsversuch von Mitgliedern der Untergrundorganisation Poqo des Pan Africanist Congress. 1963 wurde er erster Chief minister der Transkeian Legislative Assembly und gründete die Transkei National Independence Party, die die Parlamentswahlen in der Transkei 1968 und 1973 gewann.
Im Jahre 1966 ernannte ihn die südafrikanische Regierung zum Paramount Chief, was in der Folge eine kontroverse Diskussion auslöste, da dieses Prozedere im Widerspruch zur bisherigen stammesrechtlichen Praxis stand.
1976 wurde die Transkei formal unabhängig, Matanzima ihr erster Premierminister. Er unterdrückte die Oppositionsparteien und kaufte von der südafrikanischen Regierung Land zu Dumpingpreisen. 1977, im Verlaufe seines ersten Staatsbesuchs bei der südafrikanischen Regierung, standen Fragen zur künftigen Praxis der Gewährung der Transkei-Staatsbürgerschaft für externe Antragsteller, der allgemeine Umgang mit diesbezüglichen Transkei-Zertifikaten in Südafrika, sowie die Landansprüche in Griqualand East im Vordergrund.  Wegen dieser Gebietsansprüche für die Transkei entwickelten sich Auseinandersetzungen mit der Regierung Südafrikas, die schließlich von Pretoria nicht erfüllt wurden. Am 2. Februar 1978 brach er die diplomatischen Beziehungen zu dem Nachbarland und einzigen Unterstützer ab, kündigte den Nichtangriffspakt und schickte alle von der South African Defence Force gesandten Soldaten nach Südafrika zurück. Infolge politischen Drucks Südafrikas musste Matanzima die Maßnahmen zurücknehmen. Im Mai 1978 ließ er die Methodist Church of Southern Africa nach dem Transkei Unlawful Organisations Act verbieten. An ihrer Stelle bildete sich jedoch die Methodist Church of Transkei.
1979 folgte er Botha Sigcau als Staatspräsident der Transkei, sein Bruder George Matanzima folgte ihm als Premierminister. 1980 wurden erneut Demonstranten verhaftet und Oppositionsparteien, darunter die Democratic Progressive Party von Sabata Dalindyebo, gebannt. Sabata Dalindyebo verlor dadurch seine Rechte als traditioneller Herrscher und schloss sich im Exil dem ANC an. Daneben wurden auch innerparteiliche Kritiker und missliebige Journalisten und Studenten verfolgt. Zu seinem Kabinett gehörte Nelson Mandelas damaliger Schwiegervater. Matanzima bot Mandela eine Haftentlassung an, verbunden mit einer Beschränkung des Wohnorts auf die Transkei. Mandela, der ihn einen „Verräter im wahrsten Sinne des Wortes“ nannte, lehnte dies ab, da er annahm, dass die internationale Ablehnung der südafrikanischen Homeland-Politik aufgeweicht werden könnte.
Den Entwurf zur von Premierminister Pieter Willem Botha initiierten südafrikanischen Verfassung von 1983 lehnte Matanzima zusammen mit anderen Homelandrepräsentanten ab, da er vorsah, die schwarze afrikanische Bevölkerung von der politischen Mitbestimmung auszuschließen. Ferner kritisierte er die menschenunwürdigen Kontrollmechanismen des Arbeitsmarktes in Südafrika und rief zu einem nationalen Übereinkommen zur Verwirklichung einer nichtrassistischen Demokratie auf.
Am 20. Februar 1986 musste Matanzima wegen Korruption zurücktreten, sein Nachfolger als Präsident wurde Tutor Nyangelizwe Vulindlela Ndamase; George Matanzima blieb noch über ein Jahr lang Premierminister. 1987 wurde Kaiser Matanzima inhaftiert und sein Aufenthaltsbereich in der Folge auf Qamata beschränkt. 2003 starb er in einem Krankenhaus in Queenstown. Der damalige Präsident Südafrikas, Thabo Mbeki, lobte ihn in seiner Traueransprache.

## Familie
Seit 1954 war Matanzima mit Nozuko Jayinja verheiratet. Aus der Ehe gingen 4 Söhne und 5 Töchter hervor.

## Werke
- 1975: Independence My Way. Foreign Affairs Association, Pretoria, ISBN 0908397054.

## Ehrungen
- Der Flughafen in Mthatha hieß zeitweilig K. D. Matanzima Airport.[9]
- April 1974: Ehrendoktor der Universität von Fort Hare.[2]